# Enrique Fabián
Fabián Enrique – argentyński zapaśnik walczący w obu stylach. Zdobył brązowy medal w stylu klasycznym i srebrny w stylu wolnym na mistrzostwach Ameryki Południowej z 2009 roku.